# Jean Bosc
Jean Bosc (30 de dezembro de 1924 - 3 de maio de 1973) foi um chargista e cartunista francês.

## Biografia
Mestre do humor negro, dotado de extraordinário cinismo, entretinha as tropas francesas na Indochina, com sua acidez hilariante.
Possuidor de um traço firme e conciso, atuou, por longos anos, nas revistas "Paris Match" e "Lui", época em chegou a ser processado e preso por suas críticas sociais. Vendidos no mundo inteiro, seus álbuns ilustrados faziam grande sucesso.
Porém, apesar de seu bom humor, Bosc sofria de depressão crônica, que o levou ao suicídio, dois dias após sua companheira ter sofrido um ataque cardíaco.

### Publicações
- Si De Gaulle était petit (1968)
- J'aime beaucoup ce que vous faites (1985)
- Voyage en Boscavie (2003)

### Filme de animação
- Le Voyage en Boscavie (1958), realizado com Claude Choublier e Jean Herman

### Prêmios
- Prix Émile Cohl (1958)
- Grand prix de l'humour noir (1970)